# Parthiv Gohil
Parthiv Gohil (nacido el 18 de febrero de 1976 en Bhavnagar, una ciudad en la región de Saurashtra del estado de Gujarat) es un cantante de playback indio, que ha interpretado temas musicales en películas como Devdas, Saawariya, Saheb, Biwi Aur Gangster, Kissan y entre otros. Parthiv viajó por el mundo con su banda de músicos, en donde ha sido uno de los artistas más aclamados por el público.

## Carrera
Tanto como su bisabuelo y su padre, ambos compartían su pasión por la música. Además ambos incursionaron en la música clásida de la India. A la edad de diez años, Parthiv comenzó a obtener una formación musical bajo la tutela de Smt. Bhanuben Solanki, Smt. Dakshaben Mehta y Shri Laxmipati Shukla, un discípulo de Pandit Omkarnath Thakur. A la edad de 14 años, Pandit fue ganador de un concurso de música, evento denominado "Omkarnath Thakur", que era un concurso de busca talentos. Tras la obtención de una beca denominado SPICMACAY, Partiv fue elegido para obtener una formación esta vez bajo la tutela de Zia Fariduddin Dagar, un descendiente del legendario Tansen.  En lo que llegó por acompañar a reconocidos maestros como Hariprasad Chaurasia, Sultan Khan, Gundecha Brothers y VG Jog, aprendiendo mucho más de ellos.
Fue además subcampeón en un programa de televisión llamado TV Sa Re Ga Ma, un programa de espectáculos. El concurso estaba integrada por los jueces como Pt. Jasraj, Parveen Sultana, Khayyam, OP Nayyar, Kalyanji Anandji, Anil Biswas, Jagjit Singh y Rajkumariji. Su voz y estilo han sido apreciados por muchas personas y sus conciertos ha cautivado tanto público indio como en el extranjero. Actualmente es también juez del programa Sa Re Ga Ma, transmitido por Canal Alfa de Gujarati de ZEE.

## Premios
- Gujarat Gaurav award from Gujarat government.
- Best playback singer 2007 for the Gujarati film Prem Ek Pooja.
- Best playback singer 2009 for the Gujarati film MAI ODHANI ODHI TARA NAMNI.
- Ravji Patel award for as an young achiever.
- Recently parthiv have been honored by Shree Rahul Gandhi as a young achiever award amongst top 10 young gujratis.
- Bruhad Gujarat Mumbai award as an young achiever in 2012.

## Filmografía
- Devdas
- Desh Devi
- Saawariya
- Kissan
- EMI
- Heroes (2008 film)
- Saheb Biwi Aur Gangster
- Kevi Rite Jaish
- (mara rudiye rangana tame sajana